# Xã Battle Hill, Quận McPherson, Kansas
Xã Battle Hill (tiếng Anh: Battle Hill Township) là một xã thuộc quận McPherson, tiểu bang Kansas, Hoa Kỳ. Năm 2010, dân số của xã này là 104 người.